# Christine Gouze-Rénal
Pour les articles homonymes, voir Gouze et Rénal (homonymie).
Christine Gouze-Rénal est une productrice et résistante française, née le 30 décembre 1914 à Mouchard (Jura) et morte le 25 octobre 2002 à Neuilly-sur-Seine (Hauts-de-Seine).
Elle a été la première femme française dans la production de films pour le cinéma, dès les années 1950, et pour la télévision à partir des années 1970.

## Biographie
De son vrai nom Madeleine Gouze, elle est la fille aînée d'un couple d'enseignants, Antoine Gouze, principal de collège, et Renée Flachot, membres de la Résistance pendant l'Occupation allemande.
Après avoir obtenu une licence d'histoire de l'art, elle entre au conservatoire de musique de Paris. Lorsque la Seconde Guerre mondiale éclate, elle travaille au ministère du Travail et devient ensuite la secrétaire particulière de Louis-Émile Galey, directeur de l'Office du cinéma. Elle mène, parallèlement, une activité clandestine dans la Résistance sous le nom de Christine Rénal, pseudonyme qu'elle conservera tout au long de sa carrière cinématographique,. À la fin de la guerre, elle devient chef du secrétariat particulier d'Henri Frenay et François Mitterrand, son beau-frère depuis qu'en 1944 il a épousé sa sœur cadette Danielle, avant de devenir chargée de mission en Amérique latine. Elle a été aussi codirectrice de l'Institut des hautes études cinématographiques, fondé en 1943 par Marcel L'Herbier.
À son retour au début des années 1950, elle abandonne sa carrière administrative et se consacre au cinéma. En 1956, elle fonde sa société de production, Progefi, et devient la première productrice de cinéma en France,. Elle produit des films dans lesquels joue Brigitte Bardot (La mariée est trop belle, Vie privée, La Femme et le Pantin…) et travaille avec de nombreux réalisateurs, tels que Jean Valère (La Sentence), Henri Verneuil (L'Affaire d'une nuit), Jean Delannoy (Les Amitiés particulières), Claude Chabrol (Le Tigre aime la chair fraîche, Le Tigre se parfume à la dynamite), Édouard Molinaro (Les Aveux les plus doux, L'Ironie du sort) et  Jacques Demy (Une chambre en ville). Elle produit au cours de sa carrière, une cinquantaine de films au cinéma.
Le 4 août 1959, elle épouse l'acteur Roger Hanin dont elle produit plusieurs films : Le Protecteur, La Rumba et Train d'enfer. 
À partir des années 1970, elle commence à coproduire pour la télévision. Comme elle l'a fait pour ses films, elle joue la carte de la qualité et amène sur le petit écran des réalisateurs comme Claude Chabrol ou Édouard Molinaro. Elle adapte les œuvres de Colette avec la série des Claudine (Claudine en ménage et Claudine s'en va), Émile Zola, Stendhal, Maupassant, Balzac, Zweig, Sagan… Son travail de production à la télévision part du constat qu'au début des années 1970, « 70 % des spectateurs restent devant le petit écran pour voir des films » et qu'« à moins de 500 000 entrées en salles, on ne peut pas couvrir les frais ». Elle produit aussi en 1979 une série remarquée de treize épisodes signés, entre autres, Claude Chabrol et Claude Lallemand, consacrée à des portraits de grands musiciens (Sergueï Rachmaninov, Camille Saint-Saëns, Franz Liszt…).
La qualité de son travail lui vaut de recevoir, en 1985, un César d'honneur pour l'ensemble de sa carrière placée sous le signe de la défense et de la promotion des films au cinéma et à la télévision. En tant que première femme productrice française, elle était surnommée « Madame le producteur », au masculin, pour mieux revendiquer sa place.
Membre fondatrice de la société Unifrance, elle a été une des rares productrices à avoir « marié » le cinéma et la télévision, comme le montre le succès du téléfilm La Confusion des sentiments d'après Stefan Zweig, diffusé en 1981 (12 millions de téléspectateurs), avant d'être projeté au cinéma[à vérifier].
Elle a participé au jury du Festival de Cannes en 1970 et en 1989.
Elle meurt le 25 octobre 2002 à Neuilly-sur-Seine. Elle est enterrée au cimetière de Cluny dans une tombe en pierre de Bourgogne où sa sœur Danielle l'a rejointe en 2011.

## Filmographie

### Cinéma
- 1955 : La Lumière d'en face de Georges Lacombe
- 1956 : La mariée est trop belle de Pierre Gaspard-Huit
- 1957 : Escapade de Ralph Habib
- 1959 : La Sentence de Jean Valère
- 1959 : La Femme et le Pantin de Julien Duvivier
- 1959 : L'Affaire d'une nuit d'Henri Verneuil
- 1961 : Vie privée de Louis Malle
- 1962 : Le Gorille a mordu l'archevêque de Maurice Labro
- 1964 : Les Amitiés particulières de Jean Delannoy
- 1964 : Le Tigre aime la chair fraîche de Claude Chabrol
- 1965 : Un mari à prix fixe de Claude de Givray
- 1965 : Le Tigre se parfume à la dynamite de Claude Chabrol
- 1966 : Le Canard en fer blanc de Jacques Poitrenaud
- 1967 : Vingt-quatre heures de la vie d'une femme de Dominique Delouche
- 1969 : La Main de Henri Glaeser
- 1969 : Bruno, l'enfant du dimanche de Louis Grospierre
- 1971 : Les Aveux les plus doux d'Édouard Molinaro
- 1973 : Le Concierge de Jean Girault
- 1973 : Le Protecteur de Roger Hanin
- 1974 : L'Ironie du sort d'Édouard Molinaro
- 1975 : Le Faux-cul de Roger Hanin
- 1978 : L'Amant de poche de Bernard Queysanne
- 1982 : Une chambre en ville de Jacques Demy
- 1984 : Train d'enfer de Roger Hanin
- 1986 : La Rumba de Roger Hanin
- 1991 : Martha et moi de Jiří Weiss
- 1997 : Soleil de Roger Hanin

### Télévision
- 1979 : La Pitié dangereuse d'Édouard Molinaro, d'après le roman de Stefan Zweig
- 1981 : Au bon beurre d'Édouard Molinaro
- 1981 : La Confusion des sentiments d'Étienne Périer, d'après le roman de Stefan Zweig
- 1991 : Les Cahiers bleus de Serge Leroy
- 1993 : La Vérité en face d'Étienne Périer
- 1994 : La Marche de Radetzky réalisée par Axel Corti et Gernot Roll d'après le roman de Joseph Roth
- 2000 : Les Faux-fuyants de Pierre Boutron
- 2001 : Lettre d'une inconnue de Jacques Deray
- 2001 : L'Île bleue de Nadine Trintignant